# Hans Langseth
Hans Nilson Langseth (14 de julho de 1846 - 10 de novembro de 1927) foi um norueguês-americano que deteve o recorde de barba mais longa do mundo.
Langseth nasceu em Eidsvoll em 1846 e imigrou para os Estados Unidos em 1867. Casou-se com Anna Berntsen em 1870, e trabalhou como fazendeiro em Elkton Township, Clay County, Minnesota . Aos 19 anos, ele começou a deixar a barba crescer como parte de um concurso, mas não se sabe concurso. Mais tarde, viajou pelos Estados Unidos como parte de um show de horrores exibindo sua barba.
Langseth morreu aos 81 anos em Wyndmere, Dakota do Norte e está enterrado no Cemitério da Igreja Elk Creek em Kensett, Iowa . Quando morreu, sua barba media 5,33 metros (17,5 pé)   . Foi doado ao Departamento de Antropologia da Smithsonian Institution em 1967.